# Истина или предизвикателство
„Истина или предизвикателство“ (на английски: Truth or Dare) е американски свръхестествен филм на ужасите от 2018 г. на режисьора Джеф Уадлоу, който е съсценарист със Майкъл Райз, Джилиан Джейкъбс и Крис Роуч. Във филма участват Луси Хейл, Тайлър Поузи, Вайолет Бийн, Хейден Сето, София Тейлър Али и Ландън Либоарон. Джейсън Блум продуцира филма чрез етикета му „Блумхаус Продъкшънс“, а разпространител на филма е „Юнивърсъл Пикчърс“. Премиерата на филма е на 13 април 2018 г. в САЩ.

## Актьорски състав
| Актьор             | Роля                 |
| ------------------ | -------------------- |
| Луси Хейл          | Оливия Барън         |
| Тайлър Поузи       | Лукас Морено         |
| Вайолет Бийн       | Марки Камерън        |
| Хейден Сето        | Брад Чанг            |
| Ландън Либоарон    | Картър / Сам Мийхън  |
| Нолан Джерард Фънк | Тайсън Къран         |
| София Тейлър Али   | Пенелопе Амари       |
| Сам Лърнър         | Рони                 |
| Аурора Перино      | Жизел Хамънд         |
| Том Чой            | Полицай Хан Чанг     |
| Джо Очман          | Гласът на Калукс     |
| Вера Тейлър        | Инез Рийс            |
| Емзи Гарсия        | Инез Рийс като млада |
| Андрю Хауърд       | Рандъл Химоф         |
| Гари Антъни Уилямс | Гласът на демона     |

## Снимачен процес
Снимачният процес на филма започва на 7 юни 2017 г. и приключва на 12 юли 2017 г. в Лос Анджелис.

## В България
В България филмът е пуснат по кината на 20 април 2018 г. от „Форум Филм България“.
На 1 ноември 2021 г. е излъчен премиерно по „Би Ти Ви Синема“ в понеделник от 21:00 ч.
Български дублаж
| Озвучаващи артисти  | Гергана Стоянова Петя Абаджиева Сотир Мелев Борис Кашев Симеон Владов |
| Преводач            | Яна Кецкерова                                                         |
| Тонрежисьор         | Георги Калудов                                                        |
| Режисьор на дублажа | Добрин Добрев                                                         |